# Leibnitzia nepalensis
Leibnitzia nepalensis là một loài thực vật có hoa trong họ Cúc. Loài này được (Kunze) Kitam. mô tả khoa học đầu tiên năm 1938.